# ديف فرير
ديف فرير (بالإنجليزية: Dave Freer)‏ هو كاتب ومؤلف أسترالي، ولد في 1959 في جنوب أفريقيا.